# Felix Klein
Felix Christian Klein (/klaɪn/; de; 25 de abril de 1849 – 22 de junho de 1925) foi um matemático, educador matemático e historiador da matemática alemão, conhecido por seu trabalho em teoria dos grupos, análise complexa, geometria não euclidiana, e as associações entre geometria e teoria dos grupos. Seu programa de Erlangen de 1872 classificou geometrias por seus grupos de simetria básicos e foi uma síntese influente de grande parte da matemática da época.
Durante sua permanência na Universidade de Göttingen, Klein conseguiu transformá-la em um centro de pesquisa matemática e científica através do estabelecimento de novas aulas, cátedras e institutos. Seus seminários cobriam a maioria das áreas da matemática então conhecidas, bem como suas aplicações. Klein também dedicou tempo considerável ao ensino matemático e promoveu a reforma da educação matemática em todos os níveis de ensino na Alemanha e no exterior. Tornou-se o primeiro presidente da Comissão Internacional de Instrução Matemática em 1908 no Quarto Congresso Internacional de Matemáticos em Roma.

## Vida
Felix Klein nasceu em 25 de abril de 1849 em Düsseldorf, de pais prussianos. Seu pai, Caspar Klein (1809–1889), era secretário de um funcionário do governo prussiano estacionado na Província do Reno. Sua mãe era Sophie Elise Klein (1819–1890, nome de solteira Kayser). Frequentou o Gymnasium em Düsseldorf, depois estudou matemática e física na Universidade de Bonn, 1865–1866, pretendendo tornar-se físico. Naquela época, Julius Plücker tinha a cátedra de matemática e física experimental de Bonn, mas quando Klein tornou-se seu assistente, em 1866, o interesse de Plücker era principalmente geometria. Klein recebeu seu doutorado, supervisionado por Plücker, da Universidade de Bonn em 1868. Plücker morreu em 1868, deixando seu livro sobre a base da geometria de linhas incompleto. Klein era a pessoa óbvia para completar a segunda parte do Neue Geometrie des Raumes de Plücker, e assim conheceu Alfred Clebsch, que havia se mudado para Göttingen em 1868. Klein visitou Clebsch no ano seguinte, junto com visitas a Berlim e Paris. Em julho de 1870, no início da Guerra Franco-Prussiana, ele estava em Paris e teve que deixar o país. Por um breve período serviu como enfermeiro no exército prussiano antes de ser nomeado Privatdozent (professor) em Göttingen no início de 1871. A Universidade de Erlangen nomeou Klein professor em 1872, quando ele tinha apenas 23 anos. Para isso, foi endossado por Clebsch, que o considerava como provável de tornar-se o melhor matemático de seu tempo. Klein não desejava permanecer em Erlangen, onde havia muito poucos estudantes, e ficou contente em receber uma cátedra na Technische Hochschule München em 1875. Lá, ele e Alexander von Brill ensinaram cursos avançados para muitos excelentes estudantes, incluindo Adolf Hurwitz, Walther von Dyck, Karl Rohn, Carl Runge, Max Planck, Luigi Bianchi e Gregorio Ricci-Curbastro. Em 1875, Klein casou-se com Anne Hegel, neta do filósofo Georg Wilhelm Friedrich Hegel. Depois de passar cinco anos na Technische Hochschule, Klein foi nomeado para uma cátedra de geometria na Universidade de Leipzig. Seus colegas incluíam Walther von Dyck, Rohn, Eduard Study e Friedrich Engel. Os anos de Klein em Leipzig, 1880 a 1886, mudaram fundamentalmente sua vida. Em 1882, sua saúde entrou em colapso e ele lutou contra a depressão nos dois anos seguintes. Mesmo assim, sua pesquisa continuou; seu trabalho seminal sobre funções sigma hiperelípticas, publicado entre 1886 e 1888, data de cerca desse período.

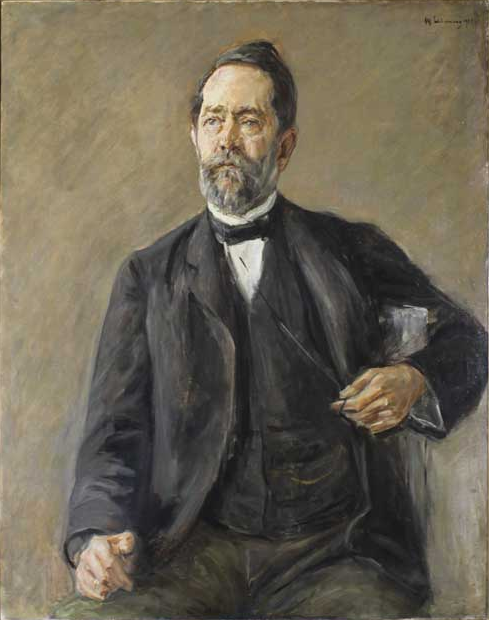
Klein (1912). Pintura de Max Liebermann.

Klein aceitou uma cátedra na Universidade de Göttingen em 1886. Dali em diante, até sua aposentadoria em 1913, procurou restabelecer Göttingen como o principal centro mundial de pesquisa matemática. No entanto, nunca conseguiu transferir de Leipzig para Göttingen seu próprio papel principal como desenvolvedor da geometria. Ensinou uma variedade de cursos em Göttingen, principalmente sobre a interface entre matemática e física, em particular, mecânica e teoria do potencial. A instalação de pesquisa que Klein estabeleceu em Göttingen serviu como modelo para as melhores dessas instalações em todo o mundo. Introduziu reuniões semanais de discussão e criou uma sala de leitura matemática e biblioteca. Em 1895, Klein recrutou David Hilbert da Universidade de Königsberg. Esta nomeação provou ser de grande importância; Hilbert continuou a aprimorar a primazia de Göttingen em matemática até sua própria aposentadoria em 1932.
Sob a editoria de Klein, Mathematische Annalen tornou-se uma das melhores revistas matemáticas do mundo. Fundada por Clebsch, cresceu sob a gestão de Klein, para rivalizar, e eventualmente superar o Crelle's Journal, baseado na Universidade de Berlim. Klein estabeleceu uma pequena equipe de editores que se reunia regularmente, tomando decisões em espírito democrático. A revista primeiro se especializou em análise complexa, geometria algébrica e teoria dos invariantes. Também forneceu uma importante saída para análise real e a nova teoria dos grupos. Em 1893, Klein foi um dos principais palestrantes no Congresso Internacional de Matemática realizado em Chicago como parte da Exposição Mundial Columbiana.
Devido em parte aos esforços de Klein, Göttingen começou a admitir mulheres em 1893. Ele supervisionou a primeira tese de doutorado em matemática escrita em Göttingen por uma mulher, por Grace Chisholm Young, uma estudante inglesa de Arthur Cayley, a quem Klein admirava. Em 1897, Klein tornou-se membro estrangeiro da Real Academia Holandesa de Artes e Ciências.
Por volta de 1900, Klein começou a interessar-se pelo ensino matemático nas escolas. Em 1905, foi instrumental na formulação de um plano recomendando que geometria analítica, os rudimentos do cálculo diferencial e integral, e o conceito de função fossem ensinados no ensino médio. Esta recomendação foi gradualmente implementada em muitos países ao redor do mundo. Em 1908, Klein foi eleito presidente da Comissão Internacional de Instrução Matemática no Congresso Internacional de Matemáticos de Roma.
Sob sua orientação, a parte alemã da Comissão publicou muitos volumes sobre o ensino de matemática em todos os níveis na Alemanha.
A Sociedade Matemática de Londres concedeu a Klein sua Medalha De Morgan em 1893. Foi eleito membro da Royal Society em 1885, e recebeu sua Medalha Copley em 1912. Aposentou-se no ano seguinte devido a problemas de saúde, mas continuou a ensinar matemática em sua casa por vários anos adicionais. Klein foi um dos noventa e três signatários do Manifesto dos Noventa e Três, um documento escrito em apoio à invasão alemã da Bélgica nos primeiros estágios da Primeira Guerra Mundial. Morreu em Göttingen em 1925.

## Trabalho

Construção de uma Garrafa de Klein a partir de duas fitas de Möbius

A dissertação de Klein, sobre geometria de linhas e suas aplicações à mecânica, classificou complexos de linha de segundo grau usando a teoria dos divisores elementares de Weierstrass.
As primeiras descobertas matemáticas importantes de Klein foram feitas em 1870. Em colaboração com Sophus Lie, descobriu as propriedades fundamentais das linhas assintóticas na superfície de Kummer. Mais tarde investigaram curvas W, curvas invariantes sob um grupo de transformações projetivas. Foi Lie quem introduziu Klein ao conceito de grupo, que teve um papel importante em seu trabalho posterior. Klein também aprendeu sobre grupos com Camille Jordan.
Klein criou a "garrafa de Klein" que leva seu nome, uma superfície fechada unilateral que não pode ser incorporada no espaço euclidiano tridimensional, mas pode ser imersa como um cilindro curvado de volta através de si mesmo para unir-se à sua outra extremidade do "interior". Pode ser incorporada no espaço euclidiano de dimensões 4 e superiores. O conceito de Garrafa de Klein foi criado como uma fita de Möbius tridimensional, com um método de construção sendo a união das bordas de duas fitas de Möbius.
Durante a década de 1890, Klein começou a estudar física matemática mais intensivamente, escrevendo sobre o giroscópio com Arnold Sommerfeld. Durante 1894, iniciou a ideia de uma enciclopédia de matemática incluindo suas aplicações, que se tornou a Encyklopädie der mathematischen Wissenschaften. Este empreendimento, que durou até 1935, forneceu uma importante referência padrão de valor duradouro.

### Programa de Erlangen

Modelos de geometria não euclidiana propostos por Klein (esquerda) e Poincaré (direita)

Em 1871, enquanto estava em Göttingen, Klein fez grandes descobertas em geometria. Publicou dois artigos Sobre a Assim Chamada Geometria Não Euclidiana mostrando que as geometrias euclidiana e não euclidiana poderiam ser consideradas espaços métricos determinados por uma métrica de Cayley–Klein. Esta percepção teve o corolário de que a geometria não euclidiana era consistente se e somente se a geometria euclidiana fosse, dando o mesmo status às geometrias euclidiana e não euclidiana, e encerrando toda controvérsia sobre geometria não euclidiana. Arthur Cayley nunca aceitou o argumento de Klein, acreditando que fosse circular. A síntese de Klein da geometria como o estudo das propriedades de um espaço que é invariante sob um dado grupo de transformações, conhecida como o programa de Erlangen (1872), influenciou profundamente a evolução da matemática. Este programa foi iniciado pela palestra inaugural de Klein como professor em Erlangen, embora não fosse o discurso real que ele deu na ocasião. O programa propôs um sistema unificado de geometria que se tornou o método moderno aceito. Klein mostrou como as propriedades essenciais de uma dada geometria poderiam ser representadas pelo grupo de transformações que preservam essas propriedades. Assim, a definição de geometria do programa englobava tanto a geometria euclidiana quanto a não euclidiana. Atualmente, a importância das contribuições de Klein para a geometria é evidente. Elas se tornaram tão parte do pensamento matemático que é difícil apreciar sua novidade quando apresentadas pela primeira vez, e entender o fato de que não foram imediatamente aceitas por todos os seus contemporâneos.

### Análise complexa
Klein via seu trabalho em análise complexa como sua principal contribuição à matemática, especificamente seu trabalho sobre:
- A ligação entre certas ideias de Riemann e teoria dos invariantes,
- Teoria dos números e álgebra abstrata;
- Teoria dos grupos;
- Geometria em mais de 3 dimensões e equações diferenciais, especialmente equações que ele inventou, satisfeitas por funções modulares elípticas e funções automórficas.

Klein mostrou que o grupo modular move a região fundamental do plano complexo de modo a fazer tesselação do plano. Em 1879, examinou a ação do PSL(2,7), considerado como uma imagem do grupo modular, e obteve uma representação explícita de uma superfície de Riemann agora chamada de quártica de Klein. Mostrou que era uma curva complexa no espaço projetivo, que sua equação era x³y + y³z + z³x = 0, e que seu grupo de simetrias era PSL(2,7) de ordem 168. Sua Ueber Riemann's Theorie der algebraischen Funktionen und ihre Integrale (1882) trata a análise complexa de uma forma geométrica, conectando teoria do potencial e mapeamentos conformes. Este trabalho baseou-se em noções da dinâmica dos fluidos.
Klein considerou equações de grau > 4, e estava especialmente interessado em usar métodos transcendentais para resolver a equação geral do quinto grau. Baseando-se nos métodos de Charles Hermite e Leopold Kronecker, produziu resultados similares aos de Brioschi e mais tarde resolveu completamente o problema por meio do grupo icosaédrico. Este trabalho permitiu-lhe escrever uma série de artigos sobre funções modulares elípticas. Em seu livro de 1884 sobre o icosaedro, Klein estabeleceu uma teoria das funções automórficas, associando álgebra e geometria. Poincaré havia publicado um esboço de sua teoria de funções automórficas em 1881, o que resultou em uma rivalidade amigável entre os dois homens. Ambos procuraram enunciar e provar um grande teorema de uniformização que estabeleceria a nova teoria de forma mais completa. Klein conseguiu formular tal teorema e descrever uma estratégia para prová-lo. Chegou à sua prova durante um ataque de asma às 2:30 da manhã de 23 de março de 1882. Klein resumiu seu trabalho sobre funções automórficas e funções modulares elípticas em um tratado de quatro volumes, escrito com Robert Fricke ao longo de um período de cerca de 20 anos.

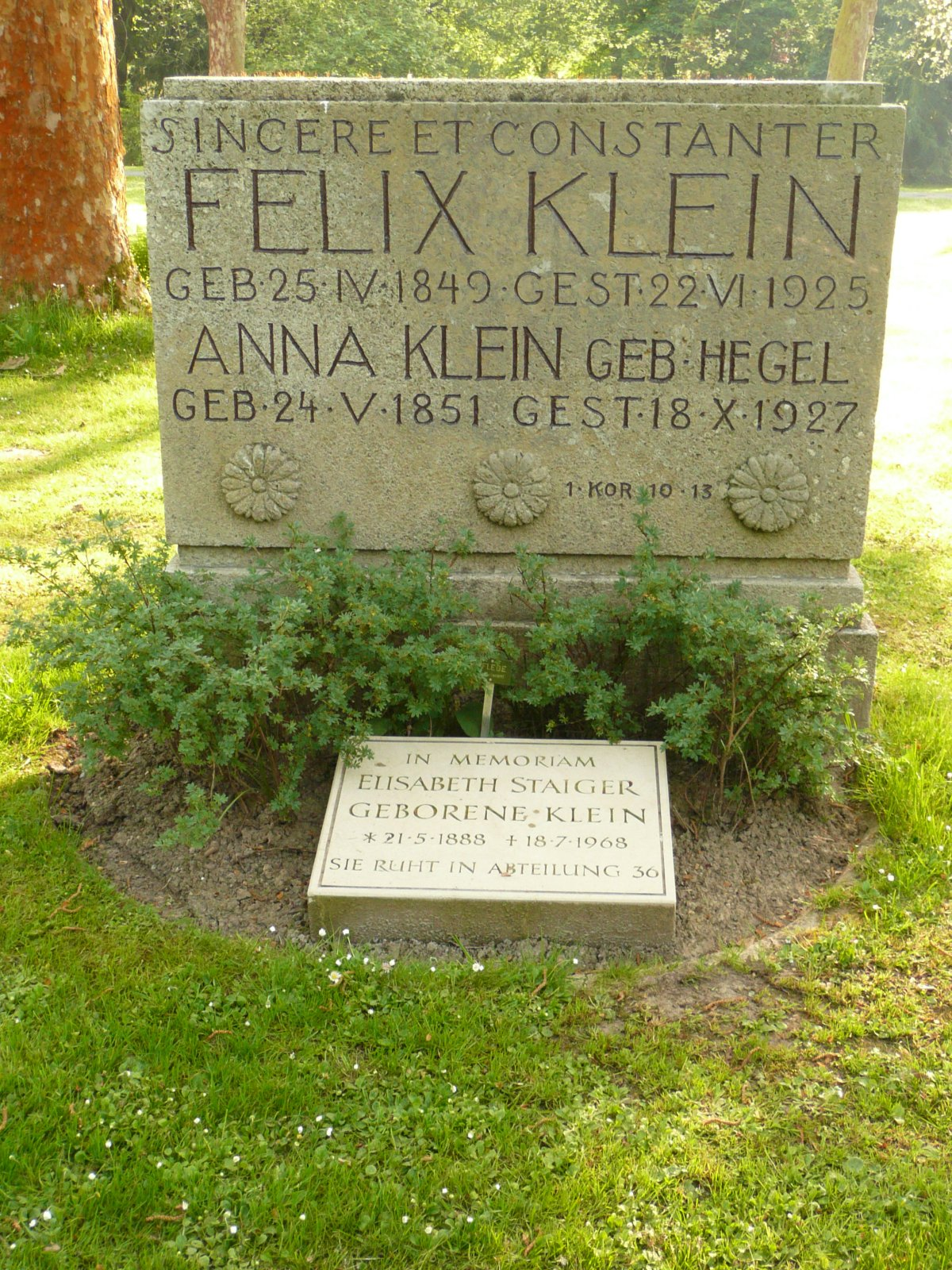
Sepultura de Felix Klein no Cemitério Municipal de Göttingen

## Obras selecionadas
- Ueber Riemann's Theorie der Algebraischen Functionen und ihre Integrale (1882) JFM 14.0358.01,  Felix Klein no Projeto Gutenberg , also available from Cornell
- Vorlesungen über das Ikosaeder und die Auflösung der Gleichungen vom 5ten Grade (1884); traduzido para o inglês por G. G. Morrice, Lectures on the Icosahedron;  and the Solution of Equations of the Fifth Degree, (2ª edição revisada, Nova York, 1914)
- Über hyperelliptische Sigmafunktionen Erster Aufsatz p. 323-356, Math. Annalen, Bd. 27, (1886)
- Über hyperelliptische Sigmafunktionen Zweiter Aufsatz p. 357-387, Math. Annalen, Bd. 32, (1888)
- Über die hypergeometrische Funktion (1894)
- Über lineare Differentialgleichungen der 2. Ordnung (1894)
- Theorie des Kreisels, com Arnold Sommerfeld (4 volumes: 1897, 1898, 1903, 1910)
- Vorlesungen über die Theorie der elliptischen Modulfunktionen, com Robert Fricke (2 volumes: 1890[22] e1892)
- Fricke, Robert; Klein, Felix (1897), Vorlesungen über die Theorie der automorphen Functionen. Erster Band; Die gruppentheoretischen Grundlagen, ISBN 978-1-4297-0551-6 (em alemão), Leipzig: B. G. Teubner, JFM 28.0334.01[23] Zweiter Band. 1901.[23]
- Gauss' wissenschaftliches Tagebuch, 1796—1814. Mit Anwendungen von Felix Klein, 1901[24]
- Fricke, Robert; Klein, Felix (1912), Vorlesungen über die Theorie der automorphen Functionen. Zweiter Band: Die funktionentheoretischen Ausführungen und die Anwendungen. 1. Lieferung: Engere Theorie der automorphen Funktionen, ISBN 978-1-4297-0552-3 (em alemão), Leipzig: B. G. Teubner., JFM 32.0430.01
- Mathematical Theory of the Top (Princeton address, Nova York, 1897)[25]
- Vorträge über ausgewählte Fragen der Elementargeometrie (1895;[26] Traduzido para o inglês por W. W. Beman e D. E. Smith, Famous Problems of Elementary Geometry, Boston, 1897)
- Evanston Colloquium (1893) before the Congress of Mathematics, reported and published by Ziwet (Nova York, 1894)[27]
- Elementarmathematik vom höheren Standpunkte aus (Leipzig, 1908)
- „Vorlesungen über die Entwicklung der Mathematik im 19. Jahrhundert“ (2 Volume), Julius Springer Verlag, Berlim 1926[28] e 1927. S. Felix Klein Vorlesungen über die Entwicklung der Mathematik im 19. Jahrhundert

## Ver também

- A garrafa de Klein.